# Гойя (премия, 2001)
XV церемония вручения премии «Гойя» состоялась 3 февраля 2001 года. Ведущие — Мария Барранко, Хосе Коронадо, Лолес Леон, Иманоль Ариас, Конча Веласко и Пабло Карбонель.

## Номинации

### Главные премии
| Лучший фильм | Лучший режиссёр |
| --- | --- |
| - Шарик / El Bola - Коммуналка / La comunidad - Лео / Leo - Ты — одна / You're the one (una historia de entonces) | - Хосе Луис Борау – Лео / Leo - Хайме Чаварри – Поцелуи для всех / Besos para todos - Хосе Луис Гарси – Ты — одна / You're the one (una historia de entonces) - Алекс де ла Иглесиа – Коммуналка / La comunidad                                        |
| Лучший актёр | Лучшая актриса |
| - Хуан Луис Гальярдо – Прощание с сердцем / Adiós con el corazón - Хуан Диего Ботто – Полнолуние / Plenilunio - Кармело Гомес – Вратарь / El portero - Мигель Анхель Сола – Я знаю, кто ты / Sé quién eres                                                    | - Кармен Маура – Коммуналка / La comunidad - Исиар Больяин – Лео / Leo - Лидия Бош – Ты — одна / You're the one (una historia de entonces) - Адриана Осорес – Полнолуние / Plenilunio                                                                  |
| Лучший актёр второго плана | Лучшая актриса второго плана |
| - Эмилио Гутьеррес Каба – Коммуналка / La comunidad - Луис Куэнка – Шедевр / Obra maestra - Хуан Диего – Ты — одна / You're the one (una historia de entonces) - Иньяки Мирамон – Ты — одна / You're the one (una historia de entonces)                       | - Хулия Гутьеррес Каба – Ты — одна / You're the one (una historia de entonces) - Чуса Барберо – Поцелуи для всех / Besos para todos - Ана Фернандес – Ты — одна / You're the one (una historia de entonces) - Тереле Павес – Коммуналка / La comunidad |
| Лучший оригинальный сценарий | Лучший адаптированный сценарий |
| - Шарик – Вероника Фернандес и Ачеро Маньяс / El Bola - Коммуналка – Хорхе Геррикаэчеваррия и Алекс де ла Иглесиа / La comunidad - Лео – Хосе Луис Борау / Leo - Ты — одна – Хосе Луис Гарси и Орасио Валькарсель / You're the one (una historia de entonces) | - Ласаро из Тормеса – Фернандо Фернан Гомес / Lázaro de Tormes - Вратарь – Мануэль Идальго и Гонсало Суарес / El portero - Крампак – Томас Арагай и Сеск Гай / Krámpack - Потусторонний мир – Сальвадор Гарсиа Руис / El otro barrio                   |
| Лучший мужской актёрский дебют | Лучший женский актёрский дебют |
| - Хуан Хосе Бальеста – Шарик / El Bola - Хорди Вильчес – Крампак / Krámpack - Хавьер Батанеро – Лео / Leo - Пабло Карбонель – Шедевр / Obra maestra | - Лайя Маруль – Беглянки / Fugitivas - Пилар Лопес де Айяла – Поцелуи для всех / Besos para todos - Луиса Мартин – Жалкая жизнь / Terca vida - Антония Торренс – Море / El mar                                                                         |
| Лучший иностранный фильм на испанском языке | Лучший европейский фильм |
| - Паленые деньги / Plata quemada • Аргентина - Сексназ капитана Пантохи / 'Pantaleón y las visitadoras • Перу - Крысы, мыши, воры-карманники / Ratas, ratones, rateros • Эквадор - Лист ожидания / Lista de espera • Куба                                     | - Танцующая в темноте / Dancer in the Dark • Дания/Швеция - Побег из курятника / Chicken Run • Великобритания - Восток есть восток / East Is East • Великобритания - Неверная / Trolösa • Швеция                                                       |
| Лучший режиссёрский дебют | Лучший мультипликационный фильм |
| - Ачеро Маньяс – Шарик / El Bola - Патрисия Феррейра – Я знаю, кто ты / Sé quién eres - Сеск Гай – Крампак / Krámpack - Даниэль Монсон – Сердце воина / El corazón del guerrero                                                                               | - Тайна сокровищ пирата Макао / La isla del cangrejo - 10 + 2: большой секрет / 10 + 2: El gran secreto - Вор снов / El ladrón de sueños - Марко Антонио, обмен в Гонконге / 'Marco Antonio, rescate en Hong Kong                                      |

### Другие номинанты
| Лучшая операторская работа | Лучший монтаж |
| --- | --- |
| - Ты — одна — Рауль Перес Куберо / You’re the one (una historia de entonces) - Калле 54 — Хосе Луис Лопес-Линарес / Calle 54 - Коммуналка — Кико де ла Рика / La comunidad - Полнолуние — Гонсало Берриди / Plenilunio - Море — Хауме Перакаула / El mar | - Ты — одна — Мигель Гонсалес Синде / You’re the one (una historia de entonces) - Калле 54 — Кармен Фриас / Calle 54 - Коммуналка — Алехандро Ласаро / La comunidad - Лео — Хосе Сальседо / Leo |
| Лучшая работа художника | Лучший продюсер |
| - Ты — одна — Хиль Паррондо / You’re the one (una historia de entonces) - Поцелуи для всех — Фернандо Саэнс и Улия Лоурейро / Besos para todos - Коммуналка — Хосе Луис Аррисабалага и Биаффра / La comunidad - Ласаро из Тормеса — Луис Рамирес / Lázaro de Tormes | - Ты — одна — Луис Мария Дельгадо / You’re the one (una historia de entonces) - Коммуналка — Хуанма Пагасауртундуа / La comunidad - Сердце воина — Тино Понт / El corazón del guerrero - Ласаро из Тормеса — Кармен Мартинес / Lázaro de Tormes                                                                           |
| Лучший звук | Лучшие спецэффекты |
| - Калле 54 — Том Кэдли, Марк Уалдер, Пьер Гаме, Мартин Гаме, Доминик Эннекен и Мариса Эрнандес / Calle 54 - Коммуналка — Антонио 'Mármol' Родригес, Хайме Фернандес, Джеймс Муньос и Хосе Винадер / La comunidad - Шарик — Даниэль Гольдштейн, Рикардо Стейнберг, Серхио Бурман и Хайме Фернандес / El Bola - Полнолуние — Рэй Гильон, Джеймс Муньос и Gilles Ortion / Plenilunio | - Коммуналка — Феликс Бергес, Рауль Романильос, Пау Коста и Хулио Наварро / La comunidad - Искусство умирать — Реес Абадес и Феликс Бергес / El arte de morir - Шедевр — Эмилио Руис дель Рио, Альфонсо Ньето, Рауль Романильос и Пау Коста / Obra maestra - Год Марии — Хуан Рамон Молина и Альфонсо Ньето / Año Mariano |
| Лучшие костюмы | Лучший грим |
| - Ласаро из Тормеса — Хавьер Артиньяно / Lázaro de Tormes - Коммуналка — Франсиско Дельгадо / La comunidad - Поцелуи для всех — Педро Морено / Besos para todos - Ты — одна — Гумерсиндо Андрес / You’re the one (una historia de entonces) | - Поцелуи для всех — Романа Гонсалес и Хосефа Моралес / Besos para todos - Коммуналка — Хосе Кетглас и Мерседес Гийо / La comunidad - Ласаро из Тормеса — Хуан Педро Эрнандес и Эстер Мартин / Lázaro de Tormes - Ты — одна — пака Альменара и Антонио Панидза / You’re the one (una historia de entonces)                |
| Лучшая музыка | Лучшая песня |
| - Я знаю, кто ты — Хосе Ньето / Sé quién eres - Асфальт — Карлос Жан, Начо Мастретта и Наджва Нимри / Asfalto - Коммуналка — Роке Баньос / La comunidad - Полнолуние — Антонио Меливео / Plenilunio | - «Fugitivas» — Мануэль Малу — Беглянки / Fugitivas - «El Arte de Morir» — A. Pérez, Suso Sáiz, Cristina Lliso и Тито Фарго — Искусство умирать / El Arte de Morir - «Gitano» — Артуро Перес-Реверте и Эбигейл Марсет — Цыган / Gitano - «Km. 0» — Исмаэль Серрано — Нулевой километр / Km. 0                             |
| Лучший короткометражный фильм | |
| - Штаны / Pantalones - Поцелуй Земли / El beso de la tierra - Лос Альмендрос — Новая площадь / Los almendros — Plaza nueva - Головоломка / El puzzle - Ворон… никогда больше / The Raven… Nevermore | |

## Премия «Гойя» за заслуги
- Хосе Луис Дибильдос